# Xiangzhu
Xiangzhu (kinesiska: 象珠, 象珠镇) är en köping i Kina. Den ligger i provinsen Zhejiang, i den östra delen av landet, omkring 140 kilometer söder om provinshuvudstaden Hangzhou. Antalet invånare är 43812. Befolkningen består av 20 667 kvinnor och 23 145 män. Barn under 15 år utgör 17,0 %, vuxna 15-64 år 73 %, och äldre över 65 år 9,0 %.
Genomsnittlig årsnederbörd är 2 368 millimeter. Den regnigaste månaden är juni, med i genomsnitt 417 mm nederbörd, och den torraste är januari, med 69 mm nederbörd.